# Luca Antonio Virili
 (février 2024).
Si vous disposez d'ouvrages ou d'articles de référence ou si vous connaissez des sites web de qualité traitant du thème abordé ici, merci de compléter l'article en donnant les références utiles à sa vérifiabilité et en les liant à la section « Notes et références ».
Luca Antonio Virili (né  à Rome, en 1569, et mort à Rome, le 4 juin 1634) est un cardinal italien du XVIIe siècle.

## Repères biographiques
Virili étudie à l'université de Sienne. Il va à Rome, où il exerce des fonctions au sein de la Curie romaine, notamment comme auditeur à la Chambre apostolique et comme vice-préfet au tribunal suprême de la Signature apostolique.
Il est créé cardinal par le pape Urbain III lors du consistoire du 19 novembre 1629.